# Corea del Sur en los Juegos Olímpicos de Nagano 1998
Corea del Sur estuvo representada en los Juegos Olímpicos de Nagano 1998 por un total de 37 deportistas, 26 hombres y 11 mujeres, que compitieron en 8 deportes.
El portador de la bandera en la ceremonia de apertura fue el esquiador alpino Hur Seung-Wook.

## Medallistas
El equipo olímpico surcoreano obtuvo las siguientes medallas:
| Nombre                                                | Deporte                              | Competición      |
| ----------------------------------------------------- | ------------------------------------ | ---------------- |
| Oro                                                   |                                      |                  |
| Kim Dong-Sung                                         | Patinaje de velocidad en pista corta | 1000 m M         |
| Chun Lee-Kyung                                        | Patinaje de velocidad en pista corta | 1000 m F         |
| Chun Lee-Kyung Won Hye-Kyung An Sang-Mi Won Hye-Kyung | Patinaje de velocidad en pista corta | Relevos 3000 m F |
| Plata                                                 |                                      |                  |
| Chae Ji-Hoon Lee Jun-Hwan Lee Ho-Eung Kim Dong-Sung   | Patinaje de velocidad en pista corta | Relevos 5000 m M |
| Bronce                                                |                                      |                  |
| Chun Lee-Kyung                                        | Patinaje de velocidad en pista corta | 500 m F          |
| Won Hye-Kyung                                         | Patinaje de velocidad en pista corta | 1000 m F         |